# Antonio Carpio

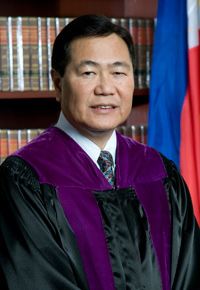
Antonio Carpio

Antonio T. Carpio (Davao City, 26 oktober 1949) is Filipijns rechter. Carpio werd op 26 oktober 2001 benoemd als rechter van het Filipijns hooggerechtshof. Hij was daarmee de eerste rechter van het hof die door president Gloria Macapagal-Arroyo werd benoemd en een van de jongste benoemde rechters in het hoogste Filipijnse rechtscollege ooit.  

## Biografie
Carpio werd geboren in Davao City en volgde lager en middelbaar onderwijs op de Ateneo de Davao University. Hij behaalde een undergraduate diploma Economie aan de Ateneo de Manila University en zijn diploma Rechten aan de University of the Philippines College of Law. Bij de bar-examens van 1975 eindigde hij als zesde.
Carpio werd advocaat bij advocatenkantoren en gaf daarnaast les in recht aan de University of the Philippines van 1983 tot 1992.
In 1992, werd hij de Chief Presidential Legal Counsel van president Fidel Ramos. Gedurende het presidentschap van Joseph Estrada keerde hij weer terug naar de commerciële advocatuur. Hij schreef in die tijd bovendien een column in de krant Philippine Daily Inquirer. 
Op zijn 52e verjaardag werd Carpio benoemd als rechter in het Filipijns hooggerechtshof. Hij was daarmee de jongste rechter die benoemd werd of sinds de benoeming van Claudio Teehankee sr., die in 1968 benoemd werd toen hij 50 jaar oud was.
Opperrechter: Peralta
Rechters: Pernas-Bernabe · Leonen · Caguioa · Gesmundo · Reyes jr. · Hernando · Carandang · Lazaro-Javier · Inting · Zalameda · Lopez · Delos Santos · Gaerlan